# 羅蘭 (密蘇里州)
羅蘭（英語：Rowland）是位於美國密蘇里州錫達縣的非建制地區。

## 歷史
羅蘭的郵局於1898年設立，其後於1906年停運。

## 地理
羅蘭所處的海拔為高於海平面307米（即1007英呎），而該地所採用的時區為UTC-6，即北美中部時區（CST）。同時該地設有夏令時間，為UTC-6調快一小時，即UTC-5（CDT）。